# Nina Ploghaus
Nina Ploghaus (* 2003 oder 2004) ist eine deutsche Hörfunk- und Fernsehmoderatorin.

## Leben
Ploghaus studiert seit 2021 Kommunikationswissenschaften und Psychologie an der Ludwig-Maximilians-Universität München. Gleichzeitig begann sie beim Wissenressort des Studentenradios M94.5 zu arbeiten. Am 17. April 2024 erfolgte die Erstausstrahlung ihrer Tierfilmsendung Nina und die wilden Tiere im KiKA. Einige Tage später, am 20. April, folgte die Premiere des Ablegers Nina und die Haustiere im Ersten.